# Carrer Major (Seo de Urgel)

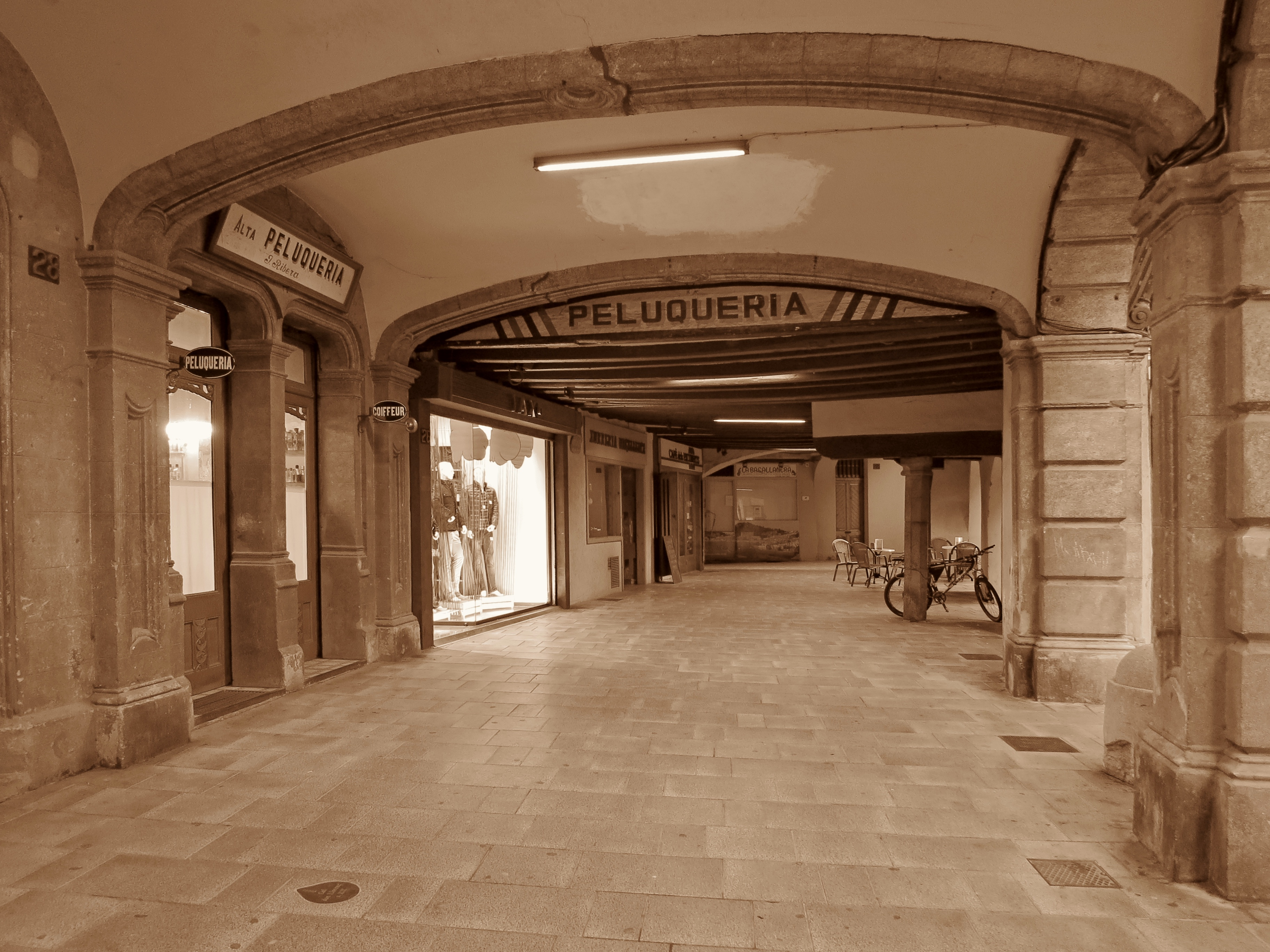
Pórticos de la calle.

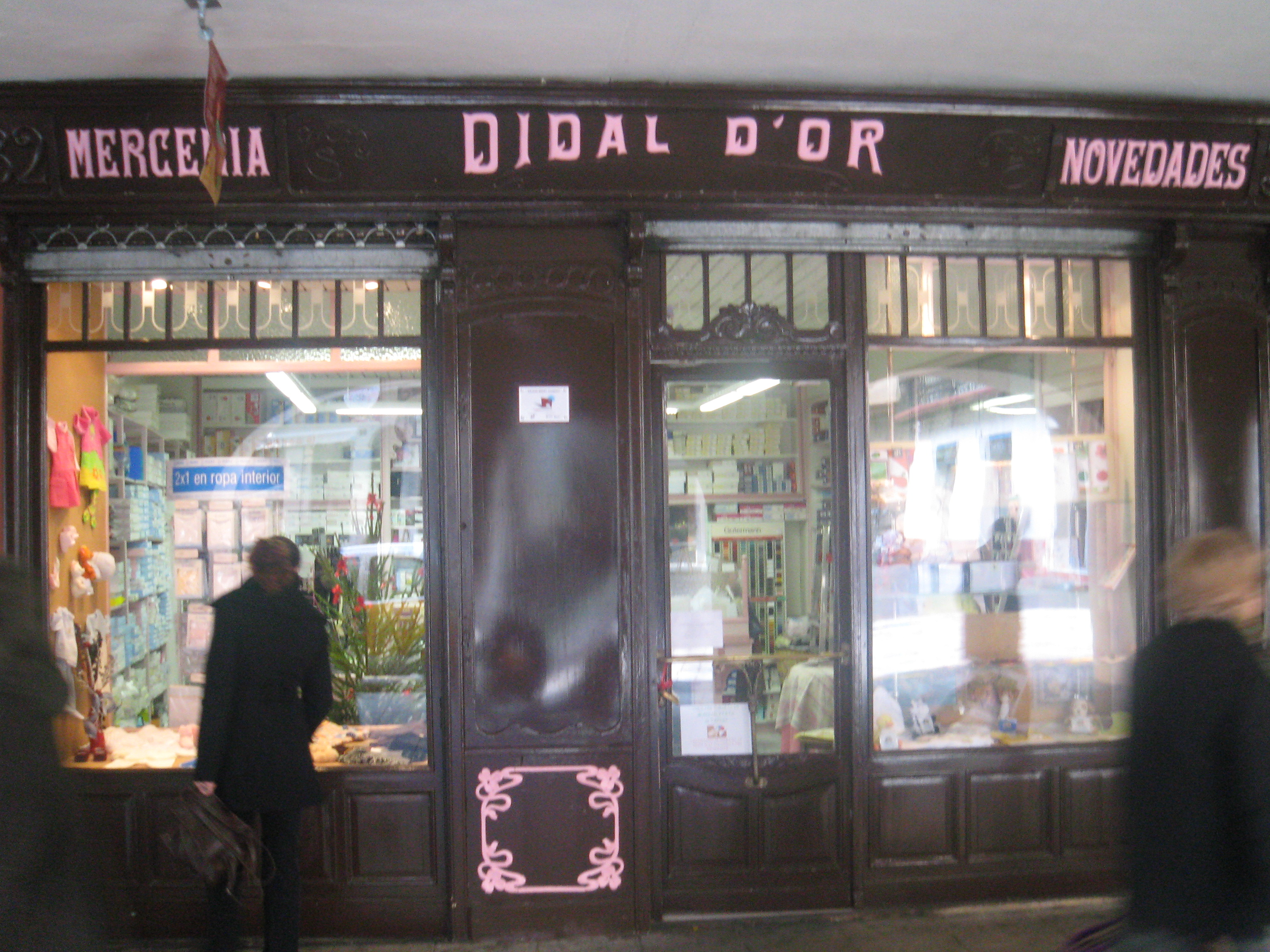
Una Mercería.

El Carrer Major (calle Mayor) es una calle de notable valor situado en el casco antiguo de la ciudad pirenaica de Seo de Urgel. Puede que de todavía más valor arquitectónico que la calle dels Canonges. Casa por casa puede que no tenga un valor extraordinario, excepto algunas, pero el conjunto forma una obra compacta y armónica.
El Carrer Major es de regusto clasicista de gran interés por el momento en que se realizó, básicamente en el siglo XV. Toda la parte de poniente y del norte está porticada. Actualmente se ha convertido en la calle comercial por excelencia y cada martes y sábado tiene lugar el mercado del pueblo.
Destacan varios edificios. La casa de la Ciudad emplazada en el portal de Cerdaña, entre Sant Domènec y la Catedral de Urgel.
En la parte del norte de la calle destaca el conjunto de casa que forman Cal Tarragona y Cal Pallerola-Feu, con bellos grafiados en sus paredes. Ca Don Llorenç es un edificio de piedra con ornamentación, casi delante está Cal Sant, con ventanas góticas. El conjunto de la plaza de Patalín, más conocida como plaza del mercado, resulta muy homogéneo.
Al pie de la calle se tiene que hablar de Cal Joer, donde se inician los porches, y Cal Pinellet, por los trabajos de las vigas y puertas que hay en su interior. Cerca de la calle de la Perdiz está una de las casas más antiguas de la Seo. En las casas de esta villa vieja hay todo un conjunto de ménsulas y caras que ornamentan las cabezas de las vigas, de madera o de piedra, también con pequeñas capillitas o altares.